# طبل (فیلم ۱۹۷۶)
طبل (انگلیسی: Drum) فیلمی در ژانر اکشن با کارگردانی استیو کارور است که در سال ۱۹۷۶ منتشر شد. از بازیگران آن می‌توان به وارن اوتس، پم گریر و کن نورتون اشاره کرد.